# 1432
1432. је била проста година.

## Рођења

### Jануар
- 15. јануар — Афонсо V Португалски, португалски краљ (умро 1481)
- 30. март — Мехмед II, османски султан (умро 1481)
- 25. јул — Папа Иноћентије VIII, римски папа (умро 1492)